# Атом (БМП)
Атом — опытный вариант тяжёлой колёсной боевой машины пехоты, совместная разработка (до начала 2014 года) российского предприятия ОАО «ЦНИИ „Буревестник“» (входящего в состав ОАО «НПК „Уралвагонзавод“») и французской компании «Renault Trucks Defence». Создана на базе французской колёсной БМП VBCI.

## История проекта
Впервые прототип, оснащённый боевым модулем с 57-мм автоматической пушкой, был представлен в 2013 году в Нижнем Тагиле на оборонной выставке Russian Expo Arms-2013. 57-мм автоматическая пушка боевого модуля БМ-57 является модификацией советской 57-мм автоматической пушки, которая используется в составе зенитного артиллерийского комплекса С-60, разработанной «ЦНИИ „Буревестник“». Ранее эта пушка предполагалась для модернизации танка ПТ-76Б, в составе боевого модуля АУ-220М.
В концепт машины входит семейство колёсной бронетехники: тяжёлый бронетранспортёр с дистанционно-управляемым модулем с 12,7-мм пулемётом, тяжёлая колёсная БМП, 57-мм зенитный артиллерийский комплекс, 120-мм самоходное орудие, бронированная ремонтно-эвакуационная машина, командно-штабная машина, инженерная и санитарная машины.
8 апреля 2014 года шведский автомобильный концерн Volvo заморозил совместный проект своей дочерней французской компании Renault Trucks Defense с Уралвагонзаводом. Протокол о сотрудничестве был приостановлен шведской стороной из-за «факторов неопределённости», на что повлияла политическая ситуация, связанная с Крымом.
В дальнейшем французская сторона также вышла из проекта. В апреле 2016 года генеральный директор «Уралвагонзавода» Олег Сиенко заявил, что разработка проекта «Атом» продолжается с привлечением специалистов из Объединенных Арабских Эмиратов и Казахстана.

## Описание конструкции
БМП «Атом» имеет классическую компоновку. Корпус — несущий, состоящий из броневой стали с навесными бронемодулями, содержащими керамические элементы. Также может быть оснащён динамической защитой и противокумулятивными экранами. В зависимости от конфигурации, противоснарядная стойкость БМП до Уровня 5 STANAG 4569 согласно стандарту НАТО, что соответствует защите в переднем секторе от 25-мм бронебойного подкалиберного снаряда. В передней части корпуса расположены отделения управления (слева) и моторно-трансмиссионное (справа), в средней — боевое, в кормовой — десантное. Экипаж состоит из трёх человек, а десант составляет восемь пехотинцев, которые осуществляют вход и выход через откидную аппарель в задней части корпуса и четыре люка, расположенных на крыше.
Ходовая часть машины представляет собой модифицированное шасси французской БМП VBCI, с колёсной формулой 8×8 и трансмиссией с независимой подвеской. Шины с возможностью движения при пробитии. Двигатель марки Renault, мощностью 600 л. с., установлен в передней части корпуса. На машине установлена автоматическая коробка передач и оборудование для обеспечения плавучести (винтовой движитель).
Также машина может оснащаться защитой от ОМП, системой активной защиты и системой предупреждения о лазерном облучении.